# Unshatter
„Unshatter“ je píseň americké rockové skupiny Linkin Park. Vydána byla 25. dubna 2025 jako druhý singl z deluxe edice osmého studiového alba skupiny From Zero.

## Pozadí
Je to jedna z prvních písní napsaných a nahraných s Emily Armstrong, která na postu zpěvačky nahradila zesnulého Chestera Benningtona. Na textu písně pracovali všichni členové kapely a Jake Torrey, který je také spoluautorem skladeb „Overflow“ a „Good Things Go“.
Žánrově spadá do punk rocku, podobnému albu The Hunting Party.

## Obsazení

#### Linkin Park
- Emily Armstrong – zpěv
- Colin Brittain – bicí
- Brad Delson – sólová kytara
- Dave Farrell – basová kytara
- Joe Hahn – samply, programování
- Mike Shinoda – rap, doprovodné vokály, rytmická kytara, klávesy, samply